# Štefan Kopčík
Štefan Kopčík es un deportista eslovaco que compitió en esquí alpino adaptado. Ganó cinco medallas en los Juegos Paralímpicos de Invierno en los años 1998 y 2002.

## Palmarés internacional
| Juegos Paralímpicos | Juegos Paralímpicos             | Juegos Paralímpicos | Juegos Paralímpicos |
| Año                 | Lugar                           | Medalla             | Prueba              |
| ------------------- | ------------------------------- | ------------------- | ------------------- |
| 1998                | Nagano (Japón)                  | Medalla de plata    | Eslalon B2          |
| 1998                | Nagano (Japón)                  | Medalla de plata    | Eslalon gigante B2  |
| 1998                | Nagano (Japón)                  | Medalla de bronce   | Descenso B2         |
| 1998                | Nagano (Japón)                  | Medalla de bronce   | Supergigante B2     |
| 2002                | Salt Lake City (Estados Unidos) | Medalla de bronce   | Eslalon B1-2        |